# Arne Sørensen (Schachspieler)
Arne Henning Sørensen (* 19. November 1947 in Ølgod (Westjütland)) ist ein dänischer Schachspieler. 1983 wurde er Europameister im Fernschach. 
Sørensen studierte in Aarhus Mathematik, danach arbeitete er als EDB-Konsulent. Mit dem Fernschach begann er 1967. 1974 gewann er die dänische Fernschachmeisterschaft. 1983 wurde er Sieger der 19. Europa-Fernschachmeisterschaft mit einem Ergebnis von 13 aus 14.
Sørensen war auch ein starker Nahschachspieler. So spielte er in den 1970er-Jahren in der 1. Division, der höchsten Spielklasse für dänische Mannschaften und nahm am European Club Cup 1976 mit dem Vejlby-Risskov SK teil.
Arne Sørensen ist nicht verwandt mit dem Sieger der 20. Europameisterschaft Bent Sørensen.